# Jan Baanders Sr.

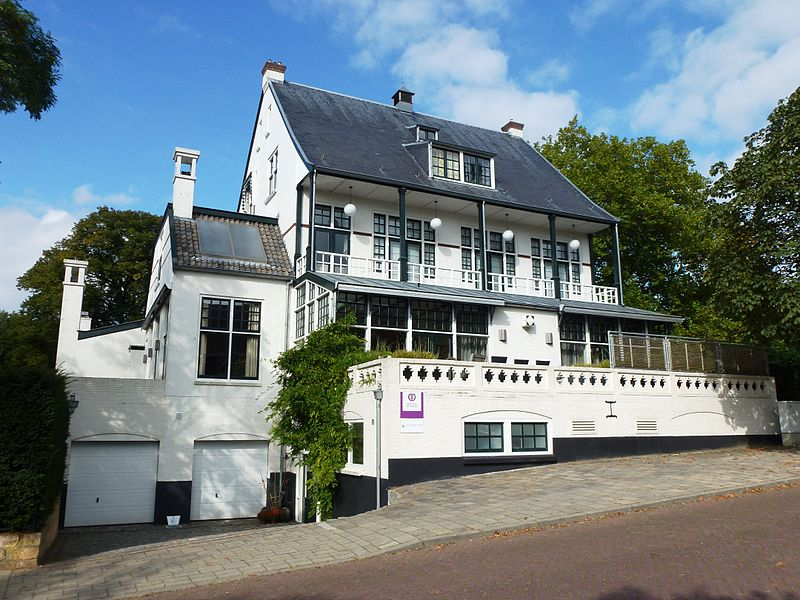
Villa Mariënboom in Nijmegen is het eerste zelfstandige ontwerp van Jan Baanders Sr.

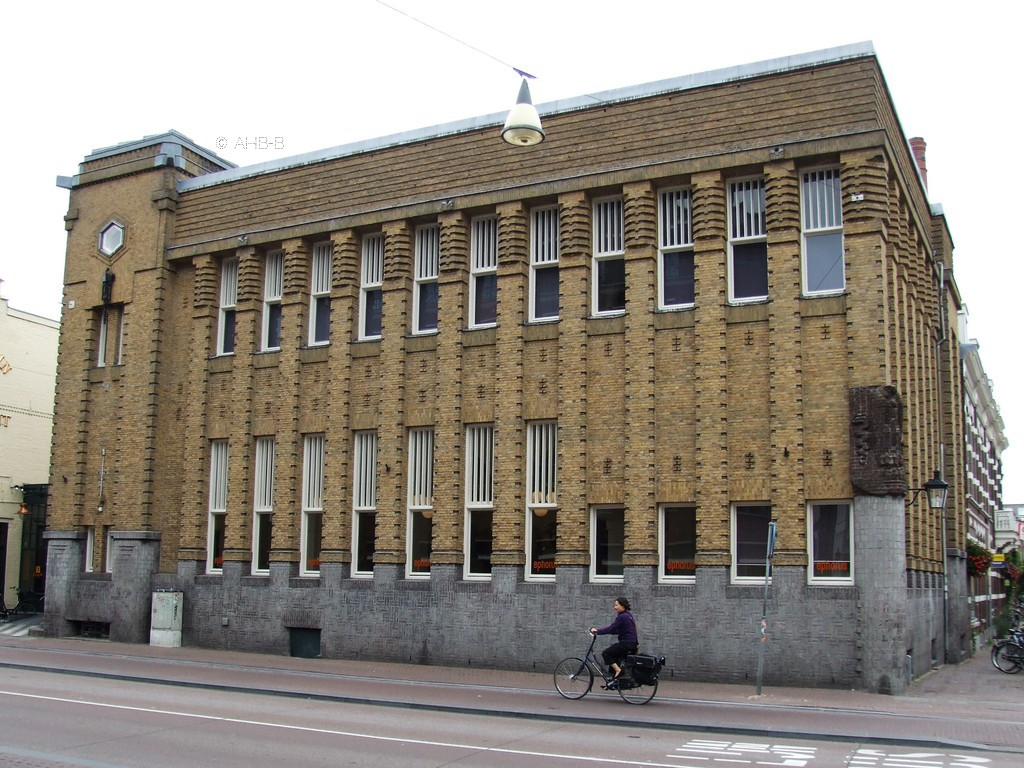
Incassobank Utrecht

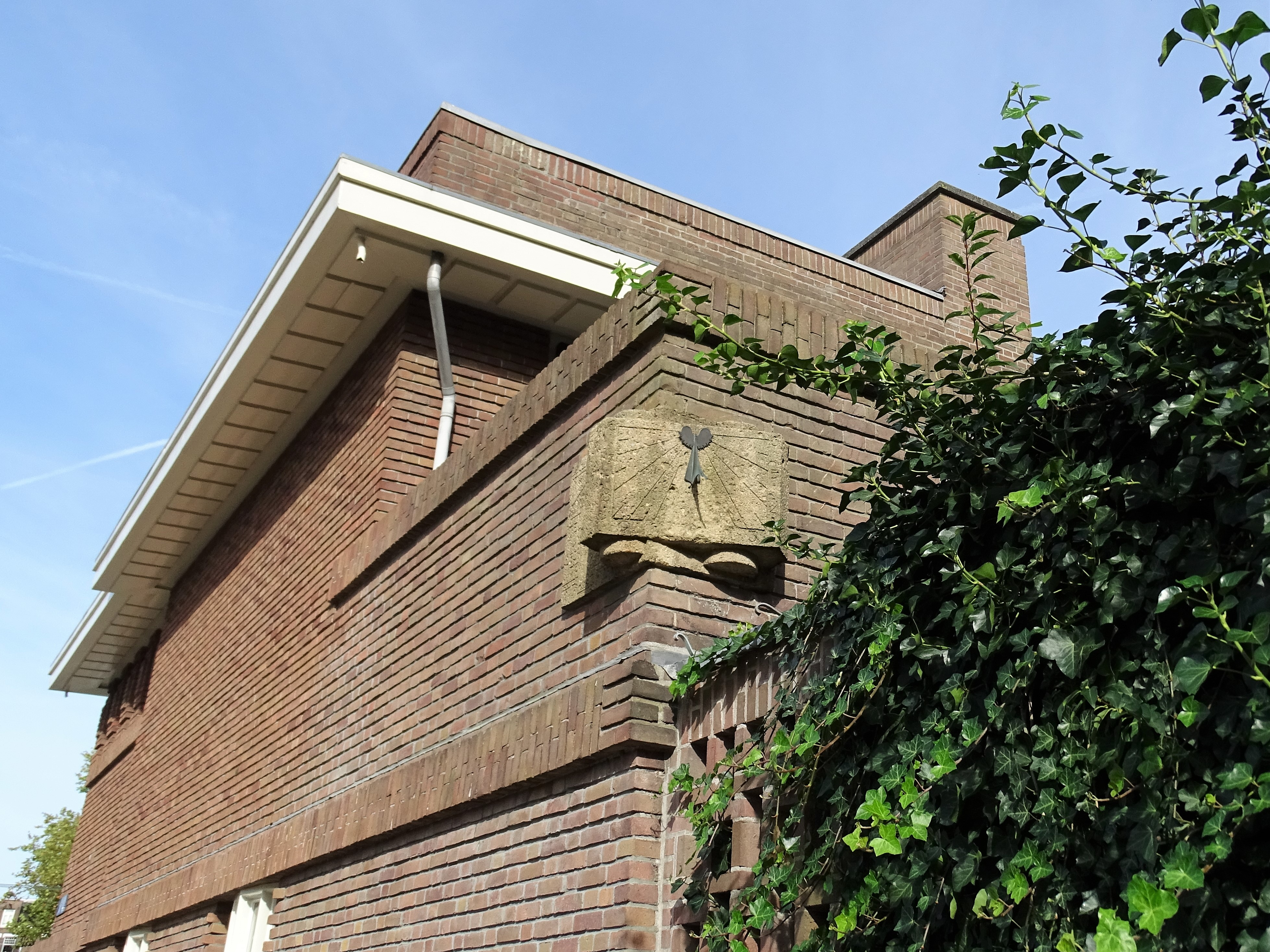
Rectorswoning Amsterdams Lyceum

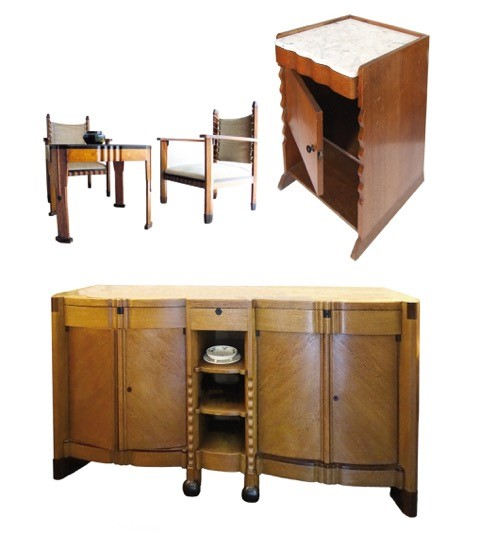
Meubels ontworpen door Jan Baanders Sr.

Jan Baanders Sr. (Amsterdam, 8 september 1884 – Laren, NH, 26 mei 1966) was een Nederlands architect en speelde een vooraanstaande rol in de ontwikkeling van de bouwstijl Amsterdamse School.

## Biografie
Jan Baanders studeerde bouwkunde aan de Industrieschool in Amsterdam waar hij bevriend raakte met Michel de Klerk.
Na zijn opleiding vestigde Baanders zich in 1909 in Nijmegen. Hij werkte mee aan de verbouwing van een landhuis o.l.v. R.A. van de Pavert, zijn vroegere leraar.  Het eerste ontwerp van Baanders was Villa Mariënboom in Nijmegen gelegen aan de Groesbeekseweg 428. Het werd gerealiseerd in 1911 en heeft onder andere dienst gedaan als hotel.
In 1915 keerde Jan Baanders terug naar Amsterdam waar hij ging samenwerken met zijn broer Herman op het architectenbureau, dat onder leiding van Herman enorm was gegroeid. Samen zetten zij het bureau voor onder de naam Architectenbureau H.A.J. en Jan Baanders. Herman was de meest zakelijke van de twee en trad het meest naar buiten. Hij was dan ook de meest bekende van de twee broers. Jan Baanders had de leiding over de creatieve en uitvoerende kant.
Voor veel latere bekende architecten was het bureau de start van hun loopbaan. Ze liepen er stage of werkten er, zoals onder anderen Michel de Klerk, J.M. Luthmann, J. Roodenburg, C.J. Blaauw, Jan Boterenbrood en Arthur Staal. Het bureau groeide uit tot een broeinest van de bouwstijl Amsterdamse School.

### Familie
In 1917 treedt Jan Baanders Sr. in Amsterdam in het huwelijk met Petronella Geertruida (roepnaam Truus) Meulman. Zij krijgen drie zonen, Jan Baanders Jr., Jaap en Wim.

## Werk
De vader van Jan en Herman Baanders, Hermanus Hendrikus Baanders, startte in 1890 zijn eigen bureau onder de naam Architectenbureau H.H. Baanders. Vanaf 1903 kwam zijn zoon Herman Ambrosius Jan Baanders bij het bureau werken. Het Architectenbureau Baanders groeide snel, zodat Herman zijn broer Jan om hulp vroeg. Na het plotselinge overlijden van hun vader H.H. Baanders in 1905 zetten de broers het bureau voort onder de naam H.A.J. en Jan Baanders.
Tussen 1914 en 1918 ontwierpen de broers het tuindorp Heijplaat, waar de woningen in Amsterdamse School verrezen voor de werknemers van de Rotterdamse Droogdok Maatschappij. Tine Baanders, de jongste zus, ontwierp en vervaardigde de plafond- en wandschildering in het Ontspanningsgebouw Courzand. In 1925 brandde Courzand af en ging deze decoratie verloren.
De Incassobank, inmiddels een rijksmonument), aan de Nobelstraat 4 in Utrecht met conciërgewoning op de bovenste etage is geheel opgetrokken in Amsterdamse Schoolstijl en ontworpen door Jan. Het trappenhuis bevat ovaal gemetselde pijlers, de wanden zijn gemetseld en de ramen zijn voorzien van glas-in-loodvensters.  Beeldhouwer Hildo Krop, waar de broers Baanders veel mee samenwerkten, vervaardigde het beeldhouwwerk van het gebouw. Het Amsterdams Lyceum is een ontwerp van H.A.J. Baanders, de daarbij behorende rectorwoning aan de Lairessestraat is een ontwerp van Jan Baanders. Ook hier komt de bouwstijl Amsterdamse School goed tot uitdrukking.
Jan Baanders was lid van de herensociëteit aan de Dam te Amsterdam, de vereniging Koninklijke Industriële Groote Club en Architectura et Amicitia. Hij kreeg hierdoor veel opdrachten voor het bouwen van villa’s en landhuizen in met name Aerdenhout en Bloemendaal.
Na zijn huwelijk met Truus Meulman verhuisden Baanders en hun drie zoons Jan Jr., Jaap en Wim van Amsterdam naar het door hemzelf ontworpen woonhuis in Laren. De daarbij behorende meubels ontwerpt hij ook zelf, waardoor er een geheel ontstond.
Naast het ontwerpen en verbouwen van gebouwen, ontwierp Jan Baanders Sr. ook meubels in Amsterdamse Schoolstijl. De voor zijn huis in Laren ontworpen dressoir en twee nachtkastjes zijn in het bezit van Museum Het Schip. Een set van twee stoelen en een salontafel bevindt zich in de collectie van het Stedelijk Museum Amsterdam. De meubels die hij later ontwierp doen door de strakkere vormgeving meer denken aan de Haagse School.
Als projectontwikkelaar van huisvestingsprojecten was het bureau inmiddels actief in Den Helder en de Wieringermeer. Diverse woonblokken in Plan Zuid van Berlage o.a. aan de Roosveltlaan in Amsterdam werden ontworpen door de gebroeders Baanders en zijn gezichtsbepalend voor de buurt.
Na het overlijden van Herman Baanders in 1953 nam Jan Baanders Jr. zijn plaats in. Nadat Jan Baanders Sr. op 26 mei 1966 overleed, zette Jan Baanders Jr. het architectenbureau voort en ging zich concentreren op de bouw van zwembaden. Veel Sportfondsenbaden zijn van zijn hand, en ook heeft hij zich beziggehouden met de ontwikkeling van subtropische zwembaden in Nederland. Zo heeft het bureau Zwembad de Tongelreep in Eindhoven (nu Nationaal Zwemcentrum de Tongelreep) en het naar Monne de Miranda vernoemde De Mirandabad in Amsterdam gerealiseerd. In dit familiebedrijf zijn drie generaties Baanders werkzaam zijn geweest.

## Overig
- Gedurende de Tweede Wereldoorlog probeerden de broers Baanders zoveel mogelijk door te werken. Het voltallige personeel kon hierdoor worden doorbetaald.
- Schilderes Lizzy Ansingh, een van de Amsterdamse Joffers, had haar atelier op de zolder van het architectenbureau aan de Herengracht.